# Апль
Апль (фр. Apples) — колишня громада  в Швейцарії в кантоні Во, округ Морж. 2021 року громади Апль, Бюсі-Шардоне, Котан, Панпіньї, Ревероль і Севері об'єдналися в громаду Отморж.

## Географія
Громада розташована на відстані близько 90 км на південний захід від Берна, 16 км на захід від Лозанни.
Апль має площу 12,9 км², з яких на 6,3% дозволяється будівництво (житлове та будівництво доріг), 45,9% використовуються в сільськогосподарських цілях, 47,8% зайнято лісами, 0% не є продуктивними (річки, льодовики або гори).

## Демографія
2019 року в громаді мешкало 1460 осіб (+17,5% порівняно з 2010 роком), іноземців було 18,8%. Густота населення становила 113 осіб/км².
За віковим діапазоном населення розподілялося таким чином: 24,6% — особи молодші 20 років, 56,7% — особи у віці 20—64 років, 18,7% — особи у віці 65 років та старші. Було 579 помешкань (у середньому 2,5 особи в помешканні).
Із загальної кількості 530 працюючих 72 було зайнятих в первинному секторі, 84 — в обробній промисловості, 374 — в галузі послуг.